# Greit (Bad Grönenbach)
Greit ist ein Ortsteil des Kneippheilbades Bad Grönenbach im Landkreis Unterallgäu in Bayern.

## Geografie

### Topographie
Der Weiler liegt in Oberschwaben in der Donau-Iller-Region, etwa drei Kilometer südwestlich von Bad Grönenbach, auf einer Höhe von 755 m ü. NN. An Greit grenzt im Westen der Weiler Manneberg und im Osten das Dorf Herbisried. Unmittelbar südlich von Greit verläuft die Landkreisgrenze zwischen Unterallgäu und Oberallgäu, direkt hinter der Landkreisgrenze existiert ein weiterer Weiler mit gleichem Namen.

### Geologie
Der Untergrund von Greit wurde in der Rißeiszeit gebildet und besteht aus einer Altmoräne mit Endmoränenzügen. Der Grund besteht in diesem Bereich aus Kies und Sand, sowie zum Teil aus einem Konglomerat.

## Geschichte
Greit wurde 1512 im Urbar der Herrschaft Grönenbach/Rothenstein erstmals erwähnt.